# Consorci de la Zona Franca de Barcelona
El Consorci de la Zona Franca de Barcelona (CFZB) és una institució pública creada l'any 1916 pel govern espanyol i l'Ajuntament de Barcelona per a gestionar el polígon industrial de la Zona Franca de Barcelona i la seva zona duanera. Des de 2018 la seva directora general és Blanca Sorigué Borrell.

## Història

### Inicis
La Zona Franca de Barcelona va ser l'espai on es va iniciar la indústria del motor a l'Estat, on es van establir empreses com La Hispano Suiza, propietat de General Motors i, posteriorment la SEAT. Al llarg del segle xx va donar feina a milers de persones de tota l'àrea metropolitana de Barcelona. Durant els anys 1980 i 1990 es va apostar per incorporar empreses del sector terciari, i posteriorment es va apostar per la gestió logística.

### Segle XXI
És una entitat autònoma amb personalitat jurídica pròpia, finançada amb fons propis i que es dedica a la generació d'activitat econòmica. La seva activitat principal és gestionar el Polígon Industrial de la Zona Franca i la Zona Franca Duanera, així com administrar els seus actius i afavorir la projecció internacional de Barcelona, Catalunya i Espanya en els sectors firal, logístic i immobiliari. Per aquest motiu, disposa de més de 12.000.000 m² de sòl industrial i urbà, en diferents fases de realització.
La seva missió corporativa és propiciar el progrés social i la creació d'ocupació, a partir de la implantació industrial i logística, el desenvolupament empresarial i d'escenaris per a l'activitat econòmica, i la transferència tecnològica.
També organitza esdeveniments empresarials internacionals punters, com la fira immobiliària Barcelona Meeting Point (BMP) i la logística Saló Internacional de la Logística i Manutenció (SIL).

## Òrgans de govern[3]
- President - Alcalde de Barcelona (Jaume Collboni)
- Vicepresident - Delegat especial de l'Estat (Pere Navarro)
- Vicepresident segon - Secretari general del Departament d'Empresa de la Generalitat (Oriol Sagrera)

- Directora general - Blanca Sorigué Borrell
- Secretari general - Ramon Xuclà Comas